# Sebastián Santa María
Sebastián Santa María Pérez (* Santiago de Chile, 24 de septiembre de 1959 - † Lausanne, 20 de octubre de 1996) fue un cantante y compositor chileno de jazz-rock radicado en Suiza, país donde logró el éxito internacional con temas como Keep On Singing y Hope, entre otros. Falleció víctima de adrenoleucodistrofia en 1996.

## Biografía

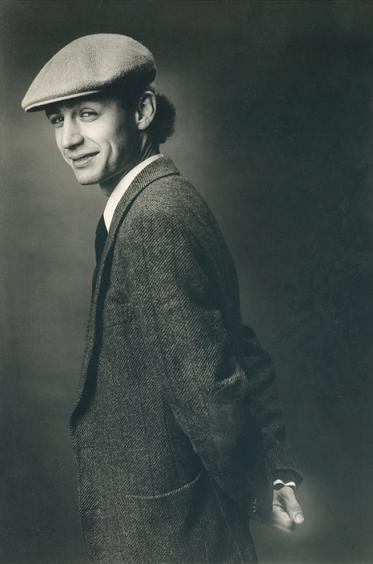
Sebastián Santa María en 1983

Sebastián Santa María fue el menor de ocho hermanos de la familia compuesta por Julio Santa María Santa Cruz (bisnieto de Domingo Santa María, Presidente de la República de Chile), y Blanca Pérez Walker. Desde temprana edad se le inculcó un refinado gusto por la música, tanto que, siendo un niño, entró a estudiar piano en la Escuela Moderna de Música, lugar en el que pronto comenzó a impresionar por las improvisaciones que introducía en las composiciones clásicas que le daban a interpretar.
Con el tiempo, fue creciendo su talento y su amor por la música, los cuales, sumados a su constancia, lo llevaron a decidirse a seguir la carrera musical, después de haber pasado un año animando las veladas del Yellow’s Pub y del Club de Jazz de Santiago. Así fue como, en 1976 decide viajar a Lausanne, Suiza (donde ya vivía su hermano Santiago) para probar suerte en el mercado europeo, contando con tan solo 17 años.
Después de pasar por enormes sacrificios, y de tocar en boîtes y pianobars de dudosa reputación en distintas ciudades de Suiza, Francia e Italia, decidió viajar por un año a estudiar al Berkeley College (Boston, EE. UU.). De vuelta en Lausanne, en 1980, logra probar el éxito por primera vez, llegando a los más famosos escenarios europeos con “Piano Duo” (junto al suizo François Lindemann), como el Festival de Montreux (1982), entre otros. Con él lanzó los discos Live in Montreux (1982), Piano-Duo Lindemann / Santa Maria (1983) e Inédits (1984). Paralelamente a esto, forma la banda de jazz-rock “Notas”, con intérpretes como Antoine y Pascal Auberson, Claude Lauzanna, John Woolloff y Erdal Kizilçay (actual bajista de David Bowie). En julio de 1984 vuelve al festival de Montreux como solista, acompañado de una banda formada en su mayoría por los integrantes del grupo “Notas”. Pero con esto no se acabaron sus ideas. Al poco tiempo, en 1986, los diálogos apasionados sostenidos por Piano-Duo se convirtieron en mágicas tertulias: así comienza el proyecto vanguardista que continúa vigente hasta el día de hoy: es “Piano Seven”, siete pianos de cola en un mismo escenario, en un espectáculo único en el mundo, al son de las composiciones para tan singular ‘orquesta’.
También incursionó como compositor realizando trabajos para artistas europeos con un buen pasado, pero deseosos de reencontrarse con la gloria. Entre ellos se cuentan Bernard Lavilliers (con quien vendió 400.000 copias del sencillo “On the road again”, y con los discos If y Solo), Catherine Lara y sus discos Encore une Fois y Au milieu de nulle part, en el que destaca especialmente el tema “Nuit magique” con el que la cantante obtiene el Disco de Oro, la actriz Isabelle Adjani (“Princesse au Petit Pois”), Jean-Pierre Castelain, Claude Nougaro (“Le gardien de phare”), Hughes Aufray, Henry Dès, Christophe Lambert, Jeanne Mas, Nicolas Peyrac, Viktor Lazlo, Khadja Nin, los ingleses “The Zombies” (The return of the Zombies, New World), Colin Blunstone, Francie Conway, Cecilia Echenique (Me pregunto), en Chile, entre otros. 
A su vez, Santa María guardaba en su interior el deseo de encontrar su propia voz y estilo como solista. Así fue como, en 1987, grabó en Londres el sencillo “Keep on singing” (Island Records), tema con el que logró hacerse mayormente conocido en el mercado chileno e internacional. Poco después, apareció su segundo single, “Hope”, sin tanto éxito como el tema anterior, pero que le valió el premio de jóvenes creadores, entregado por la Fundación para la Promoción y Creación Artísticas del Cantón de Vaud. En ese momento la crítica europea comenzó a denominarlo como “el hombre de los dedos de oro” o, más elocuentemente, “el Mozart del walkman”. 
En 1991 se decidió a dejar de lado sus múltiples proyectos para trabajar exclusivamente en su opera magna, lo que la crítica llamó años más tarde “el disco esencial”: Latino; una obra en la que Santa María vuelve a las orquestaciones simples, en oposición a los sonidos sintéticos por los que incursionó en los ‘80. Se trata de un disco muy maduro, con un contenido fuertemente autobiográfico, y que goza de la asombrosa cualidad de mantener un hilo conductor claro, a través de trece temas en los que se pasea por los más diversos estilos, desde el tango hasta los sonidos anglosajones y los ritmos latinos que llevaba en la sangre, siempre marcado por la melancolía, la angustia y el recuerdo. En el disco participaron figuras notables como Chris White en la producción, Tim Renwick (guitarrista junto a Pink Floyd), David Mattacks (baterista de Jethro Tull), David Bronze (bajista de Eric Clapton), Chris “Snake” Davis (saxofonista de Paul McCartney), Cecilia Echenique, Raúl Aliaga (percusionista de Congreso), el bajista Ernesto Holman, entre otros.
Trágicamente, en octubre de 1993, le fue diagnosticada una extraña enfermedad hereditaria (Adrenoleucodistrofia), una parálisis progresiva de su sistema nervioso, lo que le impidió seguir adelante con su carrera musical, meses antes de la aparición de su obra maestra. Parecían cobrar realidad las palabras de una de sus canciones: “I’m still a man / ’cause I can still feel that I’m dying” (Yo todavía soy un hombre / porque todavía puedo sentir que me estoy muriendo). A esto se sumaron los problemas con su sello discográfico, del cual se distancia, con lo que parecía que Latino no podría ver nunca la luz. Sin embargo, gracias a la ayuda y el esfuerzo de sus amigos y familiares, en 1994 se lanzó el disco, más como un tributo al artista que como una obra de gran difusión. Tiempo más tarde, el sello “Emi” se hizo cargo del disco.

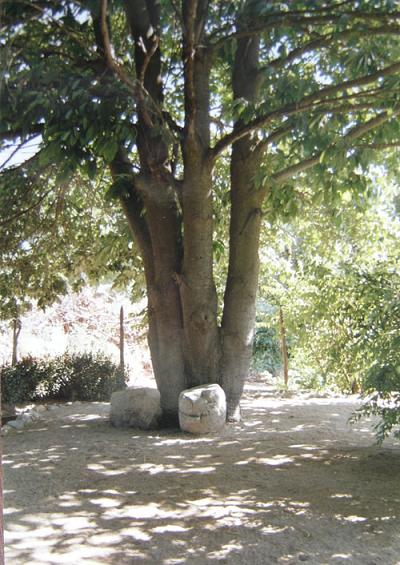
A los pies de este árbol en Mallarauco, Chile, reposan los restos de Sebastián

Después de tres años de agonía en Lausanne, el 20 de octubre de 1996, Sebastián falleció a la edad de 37 años. Tras su muerte se le rindieron numerosos homenajes, como un concierto de varios artistas en el tradicional Festival de la Cité, en Lausanne, el disco The Great Divide del irlandés Francie Conway, y el lanzamiento de un disco póstumo, Corpus, que recoge temas grabados anteriormente a los de Latino, con un estilo más parecido al pop anglosajón, que rememora sus trabajos anteriores con The Zombies, por ejemplo.
Aún resuena en los oídos de quienes asistieron a sus funerales en Lausanne los acordes del tema “Here it comes”, del disco Latino, con el que se puso fin a esa sobria pero emocionante ceremonia: 
And here it comes / The time for us to go now / The time to walk alone / The wind has blown / The dream has flown. / And here it comes / The time for us to pack now / The time for us to cry / And say goodbye / And say goodbye.
(Y aquí viene / El momento de irnos / El momento de caminar solos / El viento ha soplado / El sueño se ha volado. / Y aquí viene / El momento de empacar / El momento de llorar / Y de decir adiós / Y de decir adiós.)

## Discografía
- Octavie (2021)
- Corpus (1997)

- Latino (1994)

- Hope / Ojalá (1988)

- Keep On Singing / There's no place like home (1987)